# محمد القمودی
محمد القمودی (عربی: محمد التليلي بن عبدالله؛ زاده ۱۱ فوریهٔ ۱۹۳۸) دونده دو استقامت اهل تونس بود.